# Edge of Sanity (игра)
Edge of Sanity — компьютерная игра жанр RPG, разработчик студия Vixa Games, издатель игры компания Daedalic Entertainment. Компьютерная игра вышла для платформ Microsoft Windows, Nintendo Switch, PlayStation 4, PlayStation 5, Xbox One и Xbox Series X/S. Игра вышла в 13 сентябре 2024 году. События игры происходят в мире который, был вдохновлен творчеством Говарда Филлипса Лавкрафта. Локация, в которой происходят события игры, находится на Аляске в заснеженной части этого штата. 

## Об игре
1960-е — 1970-е гг., штат Аляска. Игрок управляет персонажем по имени Картер, который возвращается с патрулирования в офис компании «Призма», на которую он работает. По сюжету, в долине, где расположены офисы и шахты «Призмы», происходит катастрофа: многие люди мутируют и превращаются в монстров, а животные также мутируют и превращаются в чудовищ. В начале игры Картер находит персонажа по имени Фрэнк, с которым, как становится понятно из диалогов, он долго работал. Фрэнк предлагает сделать лагерь на одном из холмов, и они вместе его строят. По сюжету Фрэнк предлагает Картеру найти других выживших, и тот отправляется на поиски. В лагере выживших есть несколько важных объектов: пищевая палатка, где выжившие могут добывать пайок, водокачка, где можно добывать флягу воды, распилочное место для добычи дерева, пункт переработки металла для добычи метала, а к концу игры становится доступен пункт переработки камня фурула (это гигантская зелёная колба), где выжившие могут получить этот ресурс. В лагере также есть палатка, где Картер может спать — во время сна восстанавливается его здоровье и снижается уровень стресса.
В лагере также есть хранилище, где хранятся ресурсы, которые есть у игрока, и верстак, на котором можно создавать предметы. К концу игры в лагере появится объект — ограждение, которое нужно улучшать до самого высокого уровня, иначе туман, проникающий в лагерь через низкие ограждения, будет снижать эффективность блока питания, водокачки и других объектов, с которых выжившие добывают полезные ресурсы. Все объекты в лагере, такие как пищевой блок, водокачка, распилочная, пункт обработки металла и пункт переработки камня фурула, можно улучшать с помощью ресурсов — дерева и металла. Например, улучшенный пищевой блок будет приносить больше пайков, а улучшенная водокачка — больше фляг с водой. Чтобы объекты, которые приносят ресурсы, работали, нужны выжившие, которые будут на них трудиться. В начале игры в лагере работает только один выживший — Фрэнк, но по мере прохождения количество выживших увеличится до четырёх (вместе с Фрэнком), а также появится пятый выживший — собака по имени Макс. Каждый день выжившим требуется фляга с водой и паёк, которые игрок получает от водокачки и пищевого блока. Если выживший не получит один из этих предметов, у него начнёт падать настрой. Если он не получит оба предмета, его настрой ухудшится ещё сильнее. При слишком низком настрое и долгом отсутствии ресурсов выживший может покинуть лагерь.
Если все выжившие покинут лагерь, игрок проиграет игру. У некоторых выживших разная шкала настроя: у собаки Макса — 12 пунктов, а у других выживших — 8 пунктов. Если у одного или нескольких выживших упала шкала настроя, её можно восстановить, если выживший переночует в палатке. По мере прохождения игры игрок сможет создавать кофе и подозрительный кофе, которые можно подарить выжившим для поднятия их настроя. В лагере на верстаке, при наличии нужных ресурсов, можно создавать оружие (например, камень, топор, нож, сигнальный пистолет), аптечки для лечения ран, ловушки для монстров, а также ремнаборы для починки оружия. В игре доступно создание и других предметов. Почти все ресурсы для создания этих предметов находятся в офисах или шахтах, куда игрок отправляется во время своих путешествий.
Эти ресурсы можно найти только в коробках или шкафчиках, так как в лагере выживших их создавать нельзя. Игрок может отправлять выживших на вылазки (мини миссии на карте), но они обычно приносят лишь небольшое количество ресурсов — в основном пайки, фляги с водой, дерево, сталь или падшее зерно, которое помогает снизить стресс. В игре есть сюжет, который продолжается, когда игрок выполняет определённые миссии, отправляясь в заброшенные шахты или офисы компании «Призма». Во время путешествий игрок встречает монстров: некоторых можно победить с помощью камней, топора или ножа, других — с помощью капкана (например, мутировавшего медведя). Существуют и очень сильные монстры, которых невозможно убить, и игроку приходится прятаться или отвлекать их с помощью сигнальной шашки или сигнального пистолета, чтобы быстро обойти их.

## Разработка
В конце августа 2022 года на Future Games Show в рамках Gamescom 2022 разработчики показали трейлер, в котором был представлен геймплей игры. Также разработчики сообщили о сюжете игры и о том, что будет происходить в ней. На странице игры в Steam написано, что игра скоро выйдет. В конце марта 2023 года стало известно, что издатель Daedalic Entertainment и студия Vixa Games объединили усилия для того, чтобы создать эту игру. В сентябре 2023 года разработчики выпустили новый трейлер, в котором показали, что будет происходить в игре, а также раскрыли некоторые ключевые элементы сюжета и геймплея. В августе 2024 года разработчики выпустили трейлер, в котором было сообщили, что игра выйдет 13 сентября 2024 года. Игра будет доступна на платформах Nintendo Switch, PlayStation 4, PlayStation 5, Windows, Xbox One и Xbox Series X/S. В эту дату игра вышла в Steam.

## Отзывы
| Русскоязычные издания | Русскоязычные издания |
| Издание               | Оценка                |
| --------------------- | --------------------- |
| StopGame.ru           | Похвально             |